# Wives and Daughters
Wives and Daughters is een Britse vierdelige miniserie van de BBC uit 1999, gebaseerd op de roman Wives and Daughters: An Everyday Story van de victoriaanse schrijfster Elizabeth Gaskell.
De serie draait om Molly Gibson (Justine Waddell), dochter van een arts, en de veranderingen in haar leven die ze meemaakt als haar vader (Bill Paterson) als weduwnaar besluit opnieuw te trouwen. Daarmee komen stiefmoeder Hyacinth Gibson (Francesca Annis) en stiefdochter Cynthia (Keeley Hawes) in haar leven.
De serie won onder andere vier BAFTA TV Awards en twee Broadcasting Press Guild Awards.